# Джонні Редлунд
Джонні Редлунд (швед. Jonny Rödlund, нар. 22 грудня 1971, Вестерос) — шведський футболіст, що грав на позиції нападника.

## Клубна кар'єра
Розпочав грати у футбол у нижчолігових шведських клубах «Скілебо» та «Вестерос», після чого відправився за кордон, де перебував в академіях бельгійського «Андерлехта» та англійського «Манчестер Юнайтед», але до матчів першої команди не залучався.
1989 року повернувся на батьківщину і уклав контракт з клубом «Норрчепінг», у складі якого провів наступні чотири роки своєї кар'єри гравця. Більшість часу, проведеного у складі «Норрчепінга», був основним гравцем атакувальної ланки команди і виграв з командою чемпіонат Швеції у 1989 році та Кубок Швеції у 1991 році. Після цього протягом 1994—1995 років недовго захищав кольори інших місцевих клубів «Геккен», «Вестерос» та «Дегерфорс».
З 1995 року два сезони захищав кольори португальської «Браги», але зіграти не зумів, після чого протягом 1997—1999 років знову захищав кольори клубу «Вестерос».
У 1999 році він відправився до Німеччини, ставши гравцем «Енергі». У сезоні 1999/00, він забив 3 голи у 14 матчах, зайнявши з командою третє місце у Другій Бундеслізі, завдяки чому клуб був підвищений до вищого дивізіону. У Бундеслізі в сезоні 2000/01 Редлунд грав у 7 іграх, але не забив жодного гола і ще по хорду сезону відправився в китайський «Бейцзін Гоань».
У квітні 2002 року повернувся до Швеції і почав виступати за «Енчерінг», з яким вийшов до вищого дивізіону, але потім вилетів назад. А завершив професійну ігрову кар'єру Редлунд у клубі «Скілебо», у складі якого і починав кар'єру, з яким вилетів з третього до четвертого дивізіону.

## Виступи за збірні
Протягом 1991—1993 років залучався до складу молодіжної збірної Швеції, з якою став срібним призером молодіжного чемпіонату Європи 1992 року. Всього на молодіжному рівні зіграв у 30 офіційних матчах, забив 8 голів.
Того ж року захищав кольори олімпійської збірної Швеції на Олімпійських іграх 1992 року у Барселоні, де провів 4 матчі і забив 2 голи.
Також Джонні зіграв у двох товариських матчах у складі національної збірної Швеції — 14 лютого 1990 року з ОАЕ і 2 лютого 1992 року з Австралією.
По завершенні ігрової кар'єри працював тренером у нижчолігових шведських командах.

## Титули і досягнення
- Чемпіон Швеції (1):

«Норрчепінг»: 1989
- Володар Кубка Швеції (2):

«Норрчепінг»: 1991

## Особисте життя
У нього є дружина і троє дітей.